# Ландтаг Рейнланд-Пфальцу
Ландтаг Рейнланд-Пфальцу — парламент федеральної землі Німеччини Рейнланд-Пфальц.
Відповідно до частини першої статті 79 Конституції Рейнланд-Пфальцу, «Ландтаг є вищим органом прийняття політичних рішень, що обирається народом. Він представляє народ, обирає прем'єр-міністра, схвалює склад кабінету міністрів, приймає закони і бюджет, здійснює контроль за виконавчою владою, виражає народну волю у веденні державних справ, у питаннях європейської політики та у відповідності з угодами між ландтагом і кабінетом міністрів».
Ландтаг складається зі 101 члена.
Ландтаг збирається в будівлі Дойчхаус, де також скликався перший демократично обраний парламент в німецькій історії — Рейнсько-німецькі національні збори республіки Майнц. Деякі адміністративні підрозділи ландтагу розташовані в Старому арсеналі.
Прапор Німеччини, який використовують в Ландтазі — це історичний прапор, який використовували під час Хамбахського свята.

## Склад
Після виборів 14 березня 2021 року склад ландтагу виглядає наступним чином:
| Партія                                          | Місць |
| ----------------------------------------------- | ----- |
| Соціал-демократична партія Німеччини (СДПН)     | 39    |
| Християнсько-демократичний союз Німеччини (ХДС) | 31    |
| Союз 90 / Зелені                                | 10    |
| Альтернатива для Німеччини (АдГ)                | 9     |
| Вільна демократична партія Німеччини (ВДП)      | 6     |

Політичні групи, виділені жирним шрифтом, складають коаліційний уряд. З 2011 року використовується метод Сен-Лагю для розподілу мандатів при пропорційному представництві.

## Голови ландтагу
- 1947—1948: Якоб Діль, ХДС
- 1948—1959: Август Вольтерс, ХДС
- 1959—1971: Отто ван Фольксем, ХДС
- 1971—1974: Йоганн Баптист Рьослер, ХДС
- 1974—1985: Альбрехт Мартін, ХДС
- 1985—1991: Хайнц Петер Фолькерт, ХДС
- 1991—2006: Крістоф Грімм, СДПН
- 2006—2016: Йоахім Мертес, СДПН
- з 2016: Хендрік Херінг, СДПН